# آرماندو مانسو
آرماندو مانسو (اسپانیایی: Armando Manzo‎؛ زادهٔ ۱۶ اکتبر ۱۹۵۸) بازیکن فوتبال اهل مکزیک بود.
از باشگاه‌هایی که در آن بازی کرده‌است می‌توان به باشگاه فوتبال آمریکا و باشگاه فوتبال مونتری اشاره کرد.
وی همچنین در تیم ملی فوتبال مکزیک بازی کرده‌است.